# Val di Ciastiglione
La Valle di Ciastiglione (in francese Val de Chastillon) è una valle sita nella regione della Provenza nel dipartimento delle Alpi Marittime. Fino al 1947 ha fatto parte dell'Italia ed era compresa nella provincia di Cuneo; col Trattato di Parigi del 1947 passò alla Francia. È collegata all'Italia tramite il Colle della Lombarda.

## Storia
Già riserva di caccia dei Savoia, dopo il passaggio alla Francia in seguito al trattato di pace venne costruita a partire dal 1971 la stazione sciistica di Isola 2000 nel comune di Isola.